# Siegfried-Idyll
Das Siegfried-Idyll  (WWV 103) für Kammerorchester, in der Urfassung „Tribschener Idyll mit Fidi-Vogelgesang und Orange-Sonnenaufgang, als Symphonischer Geburtstagsgruss. Seiner Cosima dargebracht von Ihrem Richard“ genannt, ist eine symphonische Dichtung von Richard Wagner. Es gehört zu seinen bekanntesten Orchesterwerken.

## Geschichte
Richard Wagner komponierte das rund zwanzigminütige Orchesterwerk heimlich im Jahr 1870. Er schrieb das Werk für seine Frau Cosima zur Erinnerung an die Geburt ihres ersten Sohnes Siegfried, auch „Fidi“ genannt. Uraufgeführt wurde es im engsten Familienkreis am Weihnachtstag 1870, der zugleich Cosimas 33. Geburtstag war, durch Mitglieder des Zürcher Tonhalleorchesters. Die Uraufführung fand auf einer Treppe in Wagners Landhaus Tribschen bei Luzern statt, wobei die engen Platzverhältnisse eine Kammerbesetzung nötig machten. Da die Komposition als Geschenk für Cosima gedacht war, verweigerte sie lange die Veröffentlichung des Werkes.

## Musik
Der Name der symphonischen Dichtung hängt nicht nur mit Wagners Sohn zusammen, sondern auch mit seinem Musikdrama Siegfried, das den dritten Teil des Rings des Nibelungen bildet. Wagner verwendete vornehmlich Motive aus diesem Musikdrama. Es handelt sich um seinen einzigen Beitrag zur Gattung der symphonischen Dichtung, in der sein wichtigster Mitkämpfer innerhalb der Neudeutschen Schule und Vater Cosimas, Franz Liszt, besonders hervortrat. Wagner bezeichnete die Komposition als sein einziges Orchesterwerk, für welches er ein vollständiges Programm vorlegen könnte.
Das Siegfried-Idyll besticht durch idyllisch-verklärte Klangfarben. Es ist in E-Dur komponiert und trägt die Werkverzeichnisnummer WWV 103.

### Besetzung
Die ursprüngliche Fassung sieht ein Kammerorchester aus Flöte, Oboe, 2 Klarinetten, Fagott, 2 Hörnern, Trompete (nur 13 Takte) und Streichquintett vor. In der 1878 veröffentlichten und heute meist aufgeführten Fassung sind die Streicher mehrfach besetzt.

## Ausgaben
- Richard Wagner: Siegfried-Idyll. Ernst Eulenburg, Mainz 2011.

## Bearbeitungen
- Der Kanadische Pianist Glenn Gould schrieb eine Klaviertranskription des Werkes, die er selber regelmäßig aufführte und auf Schallplatte veröffentlichte.

## Einspielungen (Auswahl)
- Richard Wagner: Symphonie C-Dur, Siegfried-Idyll. CD. Edel Records, Berlin 1999.